# Премия Тун Сри Лананга
Премия Тун Сри Лананга (малайск.  Anugerah Tun Seri Lanang) — премия в Сингапуре. Присуждается c 1993 г. Советом по малайскому языку Сингапура за выдающийся вклад в развитие литературы на малайском языке. Названа в честь бендахары Джохора Тун Сри Лананга, который считается автором «Малайских родословий».
Награда имеет три варианта: собственно премия в размере 5 000 синг. долл.; премия молодым литераторам, подающим надежды (в возрасте до 40 лет) в размере 3 000 синг. долл.; премия, присуждаемая посмертно в размере 2 000 синг. долл. (вручается семье).

## Лауреаты
Среди награжденных премией писатель Мухаммад Ариф Ахмад (1993), поэт, один из основателей движения «Поколение пятидесятников» С. Н. Масури (1995), поэт С. И. Нур (1997, посмертно), писатель и художник Абдул Гани Абдул Хамид (1998), писатель Махмуд Ахмад (1998, посмертно), писатель Суратман Маркасан (1999), поэт Мохамед Латиф Мохамед (2003), писатель и архитектор Иса Камари (2009), литературовед и критик Хадиджа Рахмат (2011), поэтесса Расиа Халил (2017), писатель и педагог Мохамед Наим Даипи (2017, посмертно).

## Галерея

Лауреат 1995 года поэт Масури С. Н.
Лауреат 1999 года писатель Суратман Маркасан
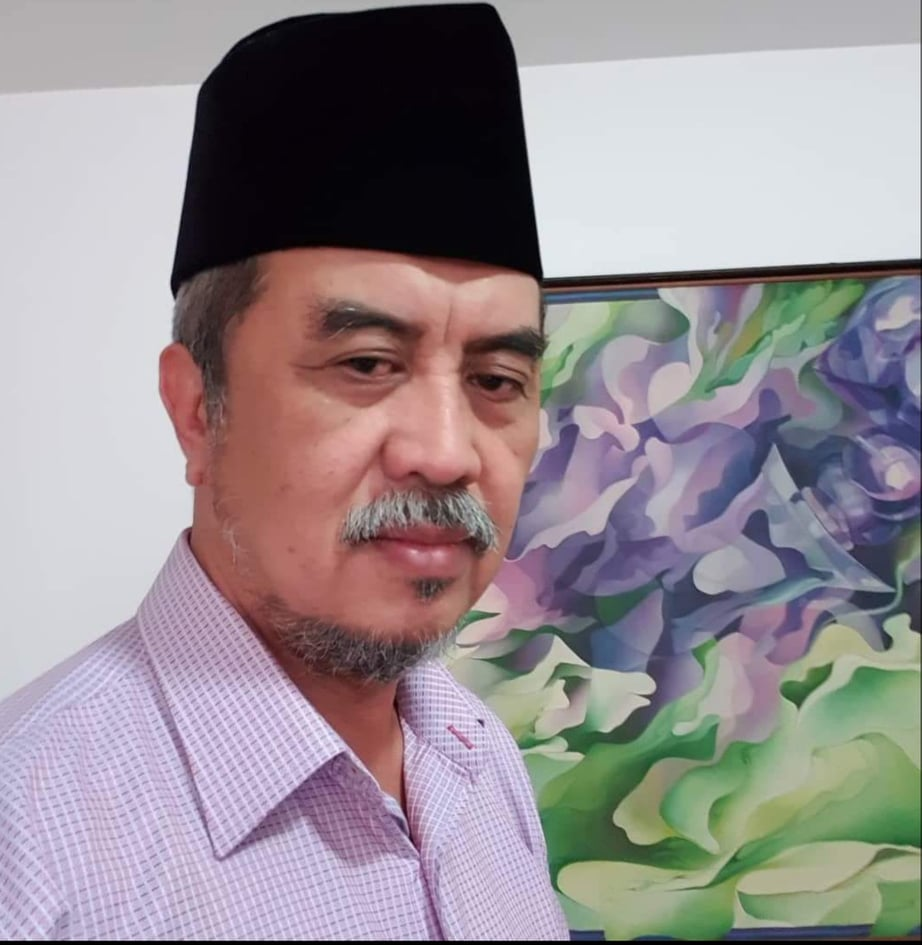
Лауреат 2009 года писатель Иса Камари
Лауреат 2017 года писатель Мохамед Наим Даипи